# 江城子
江城子，词牌名。亦称《江神子》。單調三十五字或双调七十字，前后阕格式相同，各五平韵，一韵到底。唐时本为单调，宋人将其改为双调。

## 词牌格式
（唐朝時期，單調35字）

中中平中中中平，仄平平，中中平。中中中中，中仄仄平平。中仄中平中仄仄，中中仄，仄平平。

### 變體（此為宋詞雙調）
仄平平仄仄平平。仄平平，仄平平。仄仄平平，仄仄仄平平。仄仄平平平仄仄，平仄仄，仄平平。

平平仄仄仄平平。仄平平，仄平平。仄仄平平，仄仄仄平平。仄仄平平平仄仄，平仄仄，仄平平。
註：
平表示平聲；
仄表示仄聲；
仄表示本仄可平；
平表示本平可仄；粗體表示韻腳 。

## 例词
蘇軾  五首
- 乙卯年正月二十日夜記夢

十年生死兩茫茫，不思量，自難忘。千里孤墳，無處話淒涼。縱使相逢應不識，塵满面，鬢如霜。
夜來幽夢忽還鄉，小軒窗，正梳妝，相顧無言，惟有淚千行。料得年年腸斷處，明月夜，短松岡。
- 别徐州

天涯流落思無窮，既相逢，卻匆匆。携手佳人，和淚折殘紅。為問東風餘幾許，春縱在，與誰同！
隋堤三月水溶溶，背歸鴻，去吳中。回首彭城，清泗與淮通。欲寄相思千點淚，流不到，楚江東。
- 湖上與張先同賦，時聞彈箏

鳳凰山下雨初晴，水風清，晚霞明，一朵芙蕖，開過尚盈盈。何處飛來雙白鷺，如有意，慕娉婷。
忽聞江上弄哀箏，苦含情，遣誰聽？煙斂雲收，依約是湘靈。欲待曲終尋問取，人不見，數峰青。
- 密州出獵

老夫聊发少年狂，左牵黄，右擎苍。锦帽貂裘，千骑卷平冈。欲报倾城随太守，亲射虎，看孙郎。
酒酣胸胆尚开张，鬓微霜，又何妨！持节云中，何日遣冯唐？会挽雕弓如满月，西北望，射天狼。

秦观
西城杨柳弄春柔。动离忧。泪难收。犹记多情，曾为系归舟。碧野朱桥当日事，人不见，水空流。
韶华不为少年留，恨悠悠，几时休。飞絮落花时候，一登楼，便做春江都是泪。流不尽，许多愁。